# Perchera-La Braña
Perchera-La Braña es un barrio del distrito sur de Gijón, Asturias, España.

## Población
La población del barrio en 2018 fue de 3 176 personas, siendo el decimonoveno barrio más poblado de Gijón.

## Ubicación y comunicaciones
Perchera-La Braña está en la parte suroeste del distrito sur de la ciudad de Gijón. Tiene una forma de L, de tal manera que el barrio de Nuevo Gijón está bordeado por Perchera-La Braña. Sus límites con otros barrios son:
- Norte: Barrio de El Polígono mediante la autovía urbana de la Avd. del Príncipe de Asturias.
- Este: Barrio de Pumarín, por la avenida de la Constitución.
- Sur: Barrio de Santa Bárbara, mediante la calle de la Torre.
- Oeste: Parroquia de Tremañes al otro lado de la autovía GJ-81.

Sus comunicaciones con el resto de la ciudad dependen principalmente de la Avenida de la Constitución. Hay un acceso peatonal entre Perchera-La Braña y el Polígono de Pumarín mediante una pasarela sobre la Avd. del Príncipe de Asturias. Un carril bici también discurre por esa pasarela.
La única línea de autobús por Perchera-La Braña es la línea 18 de la operadora EMTUSA, que finaliza en el Hospital de Cabueñes.

## Historia
El barrio surgió en los años 1970 a la par que el barrio de Nuevo Gijón, sirviendo como alojamiento para los trabajadores de UNINSA. El barrio se urbanizó rápido, dejando servicios sin cubrir, especialmente iluminación y unas buenas comunicaciones con el resto de la ciudad, puesto que por aquel entonces era la periferia absoluta. Se crea entonces para la defensa de ambos barrios la Asociación de Vecinos «Santiago».

## Equipamientos
Dentro del barrio destacan dos centros sanitarios, el Centro de Especialidades de Pumarín y el Centro de Salud de Perchera, ambos en la calle de Orán. En cuanto a instalaciones deportivas hay otros dos equipamientos, el Pabellón de Deportes Perchera-La Braña y el Soccer World, un conjunto de campos de fútbol en abandono y vandalismo a esperas de una nueva concesión de parte del Ayuntamiento.
En educación está el Centro de Educación de Personas Adultas de Gijón, que imparte estudios a personas adultas que deseen retomar sus estudios.
La única iglesia del barrio es la Parroquia de la Purísima Concepción, con un curioso diseño.